# Jetel pochybný

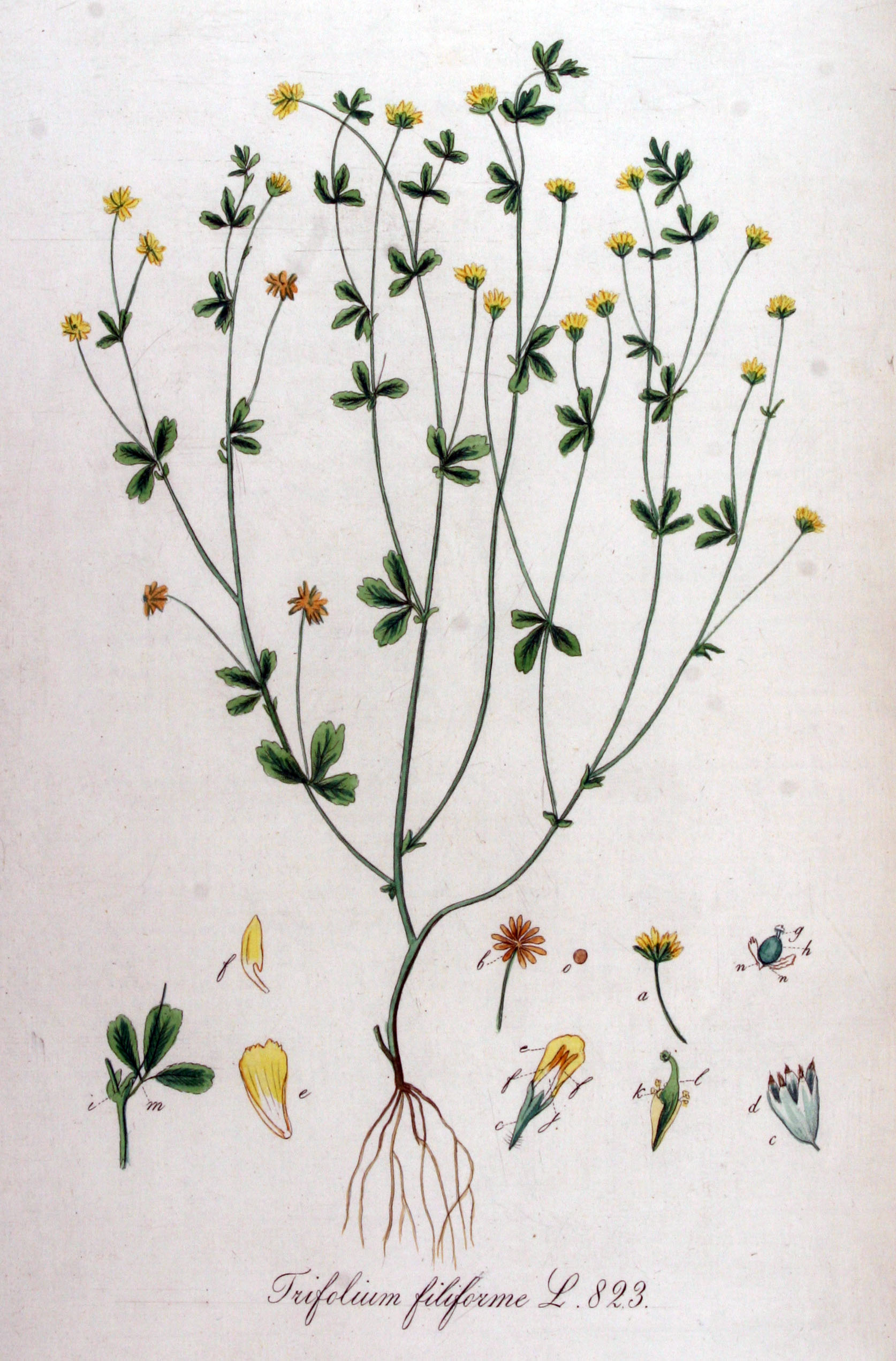
Zobrazení jetele pochybného

Jetel pochybný (Trifolium dubium) je drobná, jednoletá, planě rostoucí rostlina, mezi žlutě kvetoucími jeteli je v české přírodě tím nejmenším. Patří k jetelům, které nejsou považované za užitkové, naopak jsou mu někdy přisuzovány vlastnosti plevele.

## Výskyt
V Evropě roste vyjma arktických oblastí a Ruska, téměř po celém kontinentu, na východě zasahuje přes Malou Asii až na Kavkaz a na jihu až do západní oblasti Severní Afriky. Druhotně byl rozšířen do Severní i Jižní Ameriky, do Východní Asie, Austrálie, na Nový Zéland i Havajské ostrovy. V České republice se vyskytuje roztroušeně až hojně v termofytiku i mezofytiku a jen ojediněle v oreofytiku. Poměrně vzácný je na jihu Moravy.

## Ekologie
Roste obvykle na vlhkých, na vápník chudých až neutrálních půdách, které jsou humózní, hlinité i písčité. Většinou se vyskytuje na kosených loukách nebo pastvinách, po okrajích cest, na travnatých svazích, ve vinohradech, ve světlých lesích a na jejich mýtinách. Kvete od května do srpna.

## Popis

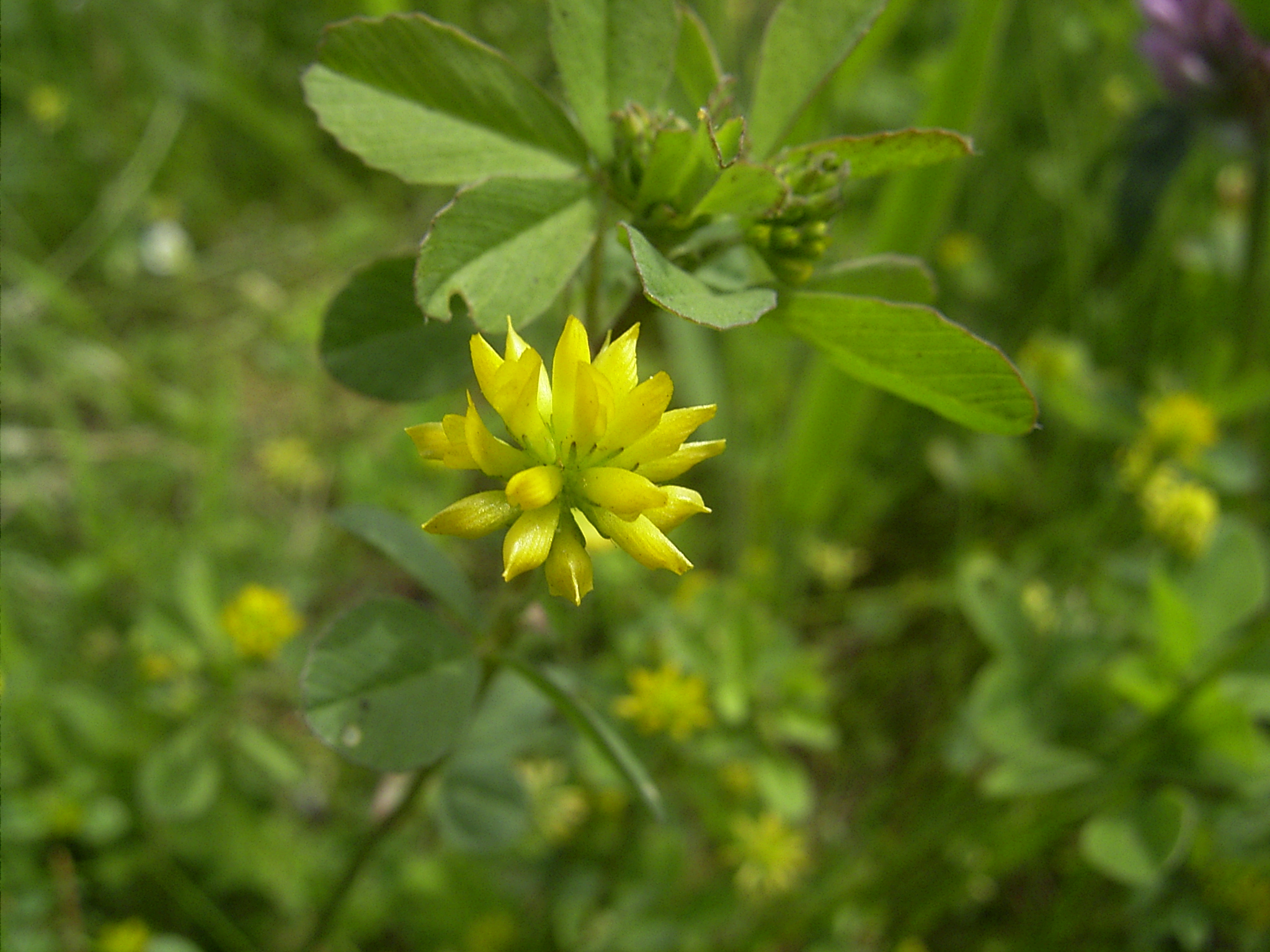
Květenství

Jednoletá nebo dvouletá bylina s 10 až 40 cm dlouhými lodyhami, které mohou být poléhavé, vystoupavé a vzácně i přímé. Tenká, od báze rozvětvená lodyha je často červenavá, lysá nebo pouze v horní části roztroušeně chlupatá a je pravidelně porostlá krátce řapíkatými, sivozelenými, trojčetnými listy. Lístky s krátkými, nestejně dlouhými řapíčky jsou obvejčité, až 1 cm dlouhé a 0,8 cm široké, u klínovité báze celokrajné a na uťatém, či tupě vykrojeném vrcholu jemně pilovité. Vejčité palisty jsou hustě brvité, na vrcholu špičaté a kratší nebo stejně dlouhé jako řapíky.
Žlutá květenství jsou drobné, jen 0,5 až 1 cm velké, nejčastěji z pěti až patnácti květů složené kulovité hlávky vyrůstající z úžlabí listů na tenkých, dlouhých a rovných stopkách. Pětičetné květy v hlávkách mají kratičké stopky, jsou 2 až 4 mm dlouhé a po odkvětu se mírně zvětšují a sklánějí dolů. Jejich zvonkovitý kalich je pětižilný, asi 2 mm dlouhý, lysý, dolní cípy jsou tak dlouhé jako kališní trubka a horní jsou kratší. Koruna je jasně žlutá, po odkvětu hnědne a její úzká, podélně složená pavéza je na vrcholu drobně zubatá a delší než člunek i křídla. V květu je deset tyčinek s prašníky a jeden semeník s čnělkou a bliznou.
Plod je podlouhlý, 1,5 mm dlouhý, nepukavý, nafouklý lusk v suchém kalichu s krátkým zobáčkem. Obsahuje jedno světle hnědé, kulovité semeno, pomoci něho se jetel pochybný rozmnožuje.

## Možnost záměny
Někdy bývá jetel pochybný zaměňován za tolicí dětelovou. Ta se odlišuje zřetelně delším řapíčkem prostředního lístku a pak zralým plodem, který vyčnívá z kalichu, je hlemýžďovitě stočený a není nafouklý.

## Význam
Tento původní druh je v české přírodě dost rozšířen a někdy bývá považován za málo obtížný plevel. Na polích se objevuje ojediněle a pouze v malém počtu.